# Elecciones provinciales de Córdoba de 1925
Las elecciones generales de la provincia de Córdoba de 1925 tuvieron lugar el 8 de marzo del mencionado año, con el objetivo de elegir al gobernador para el período 1925-1928, y a los miembros de la legislatura provincial. A diferencia de estas, las anteriores elecciones habían estado signadas por la controversia, debido a que el gobernador saliente Julio Argentino Pascual Roca, del Partido Demócrata, había ganado sin oposición coherente ante la abstención de su principal contrincante, la Unión Cívica Radical, y la participación electoral no superó el 16%. Los comicios se realizaron tras una reforma de la ley electoral que garantizaba la elección por voto directo de todos los cargos a simple mayoría de sufragios, por lo que por primera vez tanto la fórmula gubernativa como el Senado Provincial serían elegidos en forma directa, viéndose abolido el Colegio Electoral para Gobernador y Vicegobernador, y la designación legislativa de senadores.
Para 1925, la UCR ya estaba dividida por la creación de la Unión Cívica Radical Antipersonalista (UCR-A), creada por opositores al dominio "personalista" de Hipólito Yrigoyen. Sin embargo, se consideraba que los comicios serían muy competitivos para el oficialismo provincial debido a la existencia de dos candidaturas opositoras de importancia, la fórmula radical Benito Soria - Alejandro Gallardo, y la antipersonalista José Ignacio Bas Capdevila - Eduardo F. Quinteros. Por parte del conservadurismo, competirían la fórmula compuesta por el exgobernador Ramón José Cárcano y Manuel E. Paz.
La campaña proselitista estuvo marcada por diversos actos de violencia, cometidos por todas las fuerzas. Finalmente, los comicios se realizaron el 8 de marzo, y Cárcano, que ya contaba con el récord del gobernador elegido por el margen más estrecho (183 votos) obtuvo otra diminuta victoria por 230 votos exactos sobre Soria. Bas quedó en tercer lugar con solo 14.565 votos, y no resultó una oposición muy coherente, si bien logró recortar notoriamente el caudal de votos radical. El resultado fue respetado por el gobierno nacional, y Cárcano asumió la gobernación por segunda vez el 17 de mayo, al término del mandato de Roca.

## Resultados

### Gobernador y vicegobernador
|  | 42,52 % |

|  | 42,31 % |

|  | 13,42 % |

|  | 0,91 % |

|  | 0,83 % |

|  | 98,24 % |

|  | 1,76 % |

|  | 100 % |

### Cámara de Diputados
|  | 42,44 % |

|  | 42,32 % |

|  | 13,44 % |

|  | 0,96 % |

|  | 0,84 % |

|  | 100 % |

### Senado
|  | 43,69 % |

|  | 41,70 % |

|  | 13,55 % |

|  | 0,83 % |

|  | 0,23 % |

|  | 100 % |

#### Resultados por departamentos
| Cruz del Eje 1 Senador  | Cruz del Eje 1 Senador | Cruz del Eje 1 Senador                | Cruz del Eje 1 Senador | Cruz del Eje 1 Senador |
| Candidato               | Partido                | Partido                               | Votos                  | %                      |
| ----------------------- | ---------------------- | ------------------------------------- | ---------------------- | ---------------------- |
| Courel                  |                        | Partido Demócrata                     | 1.619                  | 37,44                  |
| Moyano                  |                        | Unión Cívica Radical                  | 1.493                  | 34,53                  |
| Torres                  |                        | Unión Cívica Radical Antipersonalista | 1.128                  | 26,09                  |
| Olmos                   |                        | Independiente                         | 84                     | 1,94                   |
| Total de votos          | Total de votos         | Total de votos                        | 4.324                  | 100                    |
| Ischilín 1 Senador      |                        |                                       |                        |                        |
| Candidato               | Partido                | Partido                               | Votos                  | %                      |
| Carrizo                 |                        | Unión Cívica Radical                  | 1.114                  | 42,67                  |
| Díaz                    |                        | Partido Demócrata                     | 781                    | 29,91                  |
| Ordóñez                 |                        | Unión Cívica Radical Antipersonalista | 708                    | 27,12                  |
| Burgos                  |                        | Partido Comunista                     | 8                      | 0,31                   |
| Total de votos          | Total de votos         | Total de votos                        | 2.611                  | 100                    |
| Juárez Celman 1 Senador |                        |                                       |                        |                        |
| Candidato               | Partido                | Partido                               | Votos                  | %                      |
| Castagnino              |                        | Partido Demócrata                     | 2.302                  | 47,28                  |
| Urteaga                 |                        | Unión Cívica Radical                  | 2.244                  | 46,09                  |
| Villafañe               |                        | Unión Cívica Radical Antipersonalista | 317                    | 6,51                   |
| Burgos                  |                        | Partido Comunista                     | 6                      | 0,12                   |
| Total de votos          | Total de votos         | Total de votos                        | 4.869                  | 100                    |
| Marcos Juárez 1 Senador |                        |                                       |                        |                        |
| Candidato               | Partido                | Partido                               | Votos                  | %                      |
| Raccone                 |                        | Unión Cívica Radical                  | 2.694                  | 47,21                  |
| Benvenuto               |                        | Partido Demócrata                     | 2.198                  | 38,51                  |
| Costa                   |                        | Unión Cívica Radical Antipersonalista | 629                    | 11,02                  |
| Burgos                  |                        | Partido Comunista                     | 186                    | 3,26                   |
| Total de votos          | Total de votos         | Total de votos                        | 5.707                  | 100                    |
| Punilla 1 Senador       |                        |                                       |                        |                        |
| Candidato               | Partido                | Partido                               | Votos                  | %                      |
| Garaventa               |                        | Partido Demócrata                     | 1.232                  | 49,08                  |
| Soria                   |                        | Unión Cívica Radical Antipersonalista | 651                    | 25,94                  |
| Mieres                  |                        | Unión Cívica Radical                  | 625                    | 24,90                  |
| Burgos                  |                        | Partido Comunista                     | 2                      | 0,08                   |
| Total de votos          | Total de votos         | Total de votos                        | 2.510                  | 100                    |
| Río Seco 1 Senador      |                        |                                       |                        |                        |
| Candidato               | Partido                | Partido                               | Votos                  | %                      |
| Montagne                |                        | Partido Demócrata                     | 557                    | 50,91                  |
| Bustos                  |                        | Unión Cívica Radical Antipersonalista | 304                    | 27,79                  |
| Camagno                 |                        | Unión Cívica Radical                  | 233                    | 21,30                  |
| Total de votos          | Total de votos         | Total de votos                        | 1.094                  | 100                    |
| Río Segundo 1 Senador   |                        |                                       |                        |                        |
| Candidato               | Partido                | Partido                               | Votos                  | %                      |
| Arguello                |                        | Unión Cívica Radical                  | 2.595                  | 48,45                  |
| Videla                  |                        | Partido Demócrata                     | 2.322                  | 43,35                  |
| Villarroel              |                        | Unión Cívica Radical Antipersonalista | 434                    | 8,10                   |
| Burgos                  |                        | Partido Comunista                     | 5                      | 0,09                   |
| Total de votos          | Total de votos         | Total de votos                        | 5.356                  | 100                    |
| San Justo 1 Senador     |                        |                                       |                        |                        |
| Candidato               | Partido                | Partido                               | Votos                  | %                      |
| Boero                   |                        | Unión Cívica Radical                  | 5.219                  | 49,03                  |
| Baso                    |                        | Partido Demócrata                     | 4.467                  | 43,35                  |
| Amuchástegui            |                        | Unión Cívica Radical Antipersonalista | 858                    | 8,06                   |
| Burgos                  |                        | Partido Comunista                     | 101                    | 0,95                   |
| Total de votos          | Total de votos         | Total de votos                        | 10.645                 | 100                    |